# Гониум пекторальный
Го́ниум пектора́льный (лат. Gonium pectorale)  — вид пресноводных зелёных водорослей рода Гониум семейства Гониевые (Goniaceae).

## Описание
Ценобий диаметром до 70—90 мкм, обычно из 16, реже из 4—8 клеток. Все клетки идентичны. Длина клетки 5—14 мкм, ширина 10 мкм, эллипсоидные или слегка яйцевидные, часто почти шаровидные, более или менее плотно прилегают друг к другу. Цитоплазматические мостики расположены в средней части клетки при 2, 4, 8 и 16-клеточной стадиях развития и в инверсионной стадии. Однако, цитоплазматические мостики отсутствуют у зрелых взрослых клеток. Хлоропласт чашевидный, с сильно утолщённым основанием, в котором лежит один пиреноид. В выемке хлоропласта в передней части клетки расположено ядро. Стигма круглая в передней части хлоропласта. При размножении в клетках материнского ценобия образуются путём деления протопласта дочерние ценобии, построенные по тому же плану. Половое размножение заключается в слиянии гамет, образующихся из вегетативных клеток, как и при образовании дочерних ценобиев.

## Распространение
Широко распространён в водоёмах разного типа (реки, озёра, пруды, лужи).